# Регирер, Сергей Аркадьевич
Серге́й Арка́дьевич Реги́рер (21 октября 1930, Москва — 12 апреля 2005, там же) — советский и российский учёный в области механики и биомеханики. Доктор физико-математических наук (1976), профессор (2003).
Основоположник теоретической биомеханики как самостоятельного раздела механики в СССР и России.

## Биография
Родился в семье инженера, старшего научного сотрудника Московского теплотехнического института Аркадия Марковича Регирера (1887—1942), уроженца Александровска Екатеринославской губернии, выпускника Императорского Московского технического училища (1913), автора нескольких изобретений (Способ получения тепла для отопления с помощью теплового насоса, 1933; Ртутная паросиловая установка, 1938). Мать — Роза Борисовна Регирер — работала в сельскохозяйственных организациях и Госторге. Семья жила по адресу 1-й Коптельский переулок, д. 2/4, кв. 4, позже по адресу ул. Остоженка, д. 40, кв. 25. Отец умер в апреле 1942 года в Москве.
В начале Великой Отечественной войны Сергей был эвакуирован в город Каменск-Уральский; позднее вернулся в Москву.
В 1948 году окончил московскую среднюю школу № 36. В том же году поступил на физико-технический факультет МГУ (существовал в 1946—1951 гг.), но в следующем году был отчислен за академическую неуспеваемость. С 1949 по 1954 годы учился в Московском институте химического машиностроения (МИХМ), был отчислен как не приступивший к занятиям. С 1951 года, одновременно с учёбой, работал лаборантом на кафедре физики МИХМа. После ухода из института работал в Геофизическом институте и Институте географии АН СССР в должностях старшего лаборанта, инженера-конструктора. В 1955 году поступил на работу в Институт мерзлотоведения АН СССР и получил направление в Северное отделение в Воркуте, где работал старшим лаборантом.
В конце 1950-х годов вступил в переписку с известным специалистом в области механики вязкой жидкости Н. А. Слёзкиным, от которого получал рекомендации к публикации своих научных работ и которого позднее считал своим учителем. В 1957 году поступил на заочное отделение Ленинградского государственного университета, которое окончил в 1964 году по кафедре гидроаэромеханики.
В 1961 году С. А. Регирер вернулся в Москву и стал работать в лаборатории общей гидромеханики Института механики МГУ (старший лаборант, инженер, старший инженер). Здесь на его становление как учёного значительное влияние оказали Л. И. Седов и Г. Г. Чёрный. В 1967 году защитил диссертацию на соискание учёной степени кандидата физико-математических наук (тема диссертации — «Некоторые точные решения уравнений магнитной гидродинамики»). Младший научный сотрудник (1967), старший научный сотрудник (1968). В 1976 году защитил диссертацию на соискание учёной степени доктора физико-математических наук (тема диссертации — «Магнитогидродинамические течения в каналах»). Главный научный сотрудник с 1987 года.
С 1975 года читал для студентов кафедры гидромеханики мехмата МГУ специальный курс «Введение в биологическую механику».
Был избран членом Российского национального комитета по теоретической и прикладной механике.
Скончался после тяжелой продолжительной болезни. Урна с прахом захоронена в колумбарии Донского кладбища.

## Научная деятельность
С. А. Регирером получены фундаментальные результаты в магнитной гидродинамике и биомеханике.
Построил ряд точных решений уравнений магнитной гидродинамики и дал их анализ, выявил критерии подобия, от которых в магнитной гидродинамике зависят течение на начальном участке и длина данного участка, обосновал приближённый метод расчёта электрического поля и поля токов в каналах МГД-устройств, основанный на раздельном решении уравнений гидродинамики и электродинамики, установил условия, при выполнении которых такое раздельное решение допустимо, разработал процедуру осреднения электродинамических уравнений, позволяющую переходить от трёхмерных задач к двумерным.
Во второй половине 1960-х годов С. А. Регирер обратился к задачам биомеханики. Свои исследования в этой области он начал с изучения движения вязкой жидкости в сосудах с деформируемой и проницаемой стенкой и применения полученных результатов к изучению течения крови в крупных кровеносных сосудах. В сотрудничестве с учёными лаборатории физиологии кровообращения Института физиологии имени И. П. Павлова АН СССР он теоретически и экспериментально исследовал реологические свойства крови, после чего предложил кинетические уравнения агрегации частиц крови с учётом многократных столкновений, рассмотрел условия существования точных решений этих уравнений и получил ряд таких решений. Используя термодинамический подход, С. А. Регирер создал реологическую модель крови, в которой учитывалась зависимость тензора напряжений от локальной концентрации взвешенных частиц, угловой скорости данных частиц и тензора скоростей деформаций; при помощи этой модели удалось объяснить ряд экспериментальных эффектов, имеющих место в гидродинамике крови. При изучении микроциркуляции крови и механизмов регуляции кровотока С. А. Регирер предложил рассматривать кровоток в микрососудах как процесс фильтрации крови через пористую среду и выявил при этом влияние поперечных соединений между капиллярами на пространственную неоднородность скорости кровотока в капиллярах мышечной ткани.
Совместно с В. А. Левтовым (отцом актрисы Марины Левтовой) и Н. Х. Шадриной опубликовал ряд научных трудов по гемодинамике и монографию по реологии крови.
Под руководством С. А. Регирера был создан новый класс моделей концентрированных суспензий и дано их применение в задачах реологии крови, разработаны модели гидродинамики микрососудов с учётом механики сосудистых мышц, построены кинетические модели клеточных популяций с учётом движения клеток и производства матрикса.
С. А. Регирер вместе со своими учениками построил и провёл общее исследование новых континуальных моделей различных биологических сред (мышечная ткань, костная ткань и т. д.). В результате, в частности, удалось в рамках общего подхода механики сплошных сред описать важнейшее свойство мышечной ткани: её способность развивать активные напряжения и деформации, а также исследовать распространение волн сокращения в мышцах. Были исследованы перистальтические течения крови в кровеносных сосудах и желчи в печёночных канальцах. Под руководством С. А. Регирера были проведены исследования по моделированию механики и термодинамики клеточных мембран, создана общая модель формирования мембранного потенциала.
Ряд работ С. А. Регирера был посвящён созданию континуальных моделей группового движения, позволяющих дать на основе вывода соответствующих кинетических уравнений единообразное математическое описание таких явлений, как блуждания клеток во взвесях, движение тканевых клеток, движения коллективов высоко организованных существ (совокупности живых организмов, пассажиры в общественном транспорте и т. п.).
Автор и соавтор более 270 научных работ, подготовил более 20 кандидатов наук.

## Семья
После смерти отца воспитывался отчимом — Александром Павловичем Завьяловым. Жена — Регирер (Литвинова) Лидия Сергеевна, работала в библиотеке Института проблем механики АН СССР. Брак был бездетным.

## Награды
- Премия имени Н. Е. Жуковского (1964, с А. Б. Ватажиным, второй степени) — за работу «Пространственные эффекты при движении проводящей среды по каналу в магнитном поле»[13]
- Премия С. А. Чаплыгина (1973, с А. Б. Ватажиным, Г. А. Любимовым) — за монографию «Магнитогидродинамические течения в каналах»

## Публикации

### Отдельные издания
- Ватажин А. Б., Любимов Г. А., Регирер С. А . Магнитогидродинамические течения в каналах. — М.: Наука, 1970. — 672 с.[19]
- Регирер С. А . Лекции по биологической механике. Ч. 1. — М.: Изд-во Моск. ун-та, 1980. — 144 с.[20]
- Левтов В. А., Регирер С. А., Шадрина Н. Х . Реология крови. — М.: Медицина, 1982. — 252 с.[21]
- Левтов В. А., Регирер С. А . Физиология сосудистой системы. — Л.: Наука, 1984. — 198 с.

### Некоторые статьи

#### Гидродинамика вязкой жидкости
- Гораздовский Т. Я., Регирер С. А.  Движение ньютоновской жидкости между вращающимися коаксиальными цилиндрами при наличии внутренних тепловых процессов, влияющих на вязкие свойства // Журнал технической физики. — 1956. — Т. 26, № 7. — С. 1532—1541.
- Регирер С. А.  О приближённой теории течения вязкой несжимаемой жидкости в трубах с пористыми стенками // Изв. вузов. Математика. — 1962. — № 5. — С. 65—74.
- Регирер С. А., Скобелева И. М.  Течение вязкой жидкости в пористой трубке с деформирующейся стенкой // Изв. АН СССР. Механика жидкости и газа. — 1971. — № 3. — С. 118—131.
- Регирер С. А., Руткевич И. М.  Волновые движения жидкости в трубах из вязкоупругого материала // Изв. АН СССР. Механика жидкости и газа. — 1975. — № 1. — С. 45—53.

#### Магнитная гидродинамика
- Регирер С. А.  Неустановившееся течение электропроводной жидкости в присутствии магнитного поля // Инженерно-физический журнал. — 1959. — Т. 2, № 8. — С. 43—50.
- Регирер С. А.  Некоторые магнитогидродинамические задачи о продольном обтекании проницаемой цилиндрической поверхности // Прикл. математика и механика. — 1961. — Т. 25, вып. 4. — С. 623—629.
- Ватажин А. Б., Регирер С. А.  Приближённый расчёт распределения тока при течении проводящей жидкости по каналу в магнитном поле // Прикл. математика и механика. — 1962. — Т. 26, вып. 3. — С. 548—556.
- Регирер С. А.  Ламинарные течения проводящей жидкости в трубах и каналах при наличии магнитного поля // Магнитная гидродинамика. — 1965. — № 1. — С. 5—17.
- Ватажин А. Б., Любимов Г. А., Регирер С. А. . Расчёт магнитогидродинамических течений в каналах МГД устройств // Магнитогидродинамический метод получения электроэнергии / Под ред. В. А. Кириллина, А. Е. Шейндлина. — М.: Энергия, 1968. — 480 с. — С. 329—354.
- Регирер С. А.  Приближённое решение задачи о течении проводящей жидкости в канале прямоугольного сечения // Изв. АН СССР. Механика жидкости и газа. — 1970. — № 5. — С. 33—40.

#### Гидродинамика суспензий
- Гораздовский Т. Я., Регирер С. А.  Теория рентгенокинематического анализа траекторий движения легко деформируемых коллоидных и грубодисперсных систем // Коллоидный журнал. — 1952. — Т. 14, № 2. — С. 85—92.
- Попель А. С., Регирер С. А., Шадрина Н. Х.  Об уравнениях кинетики агрегационных процессов в суспензиях // Прикл. математика и механика. — 1975. — Т. 39, вып. 1. — С. 130—143.
- Регирер С. А.  К вопросу о континуальных моделях суспензий // Прикл. математика и механика. — 1978. — Т. 42, вып. 4. — С. 679—688.

#### Гидродинамика крови
- Павловский Ю. Н., Регирер С. А., Скобелева И. М. . Гидродинамика крови // Гидромеханика. 1968. — М.: ВИНИТИ, 1970. — 339 с. — (Итоги науки и техники. Механика). — С. 7—96.
- Попель А. С., Регирер С. А.  Об основных уравнениях гидродинамики крови // Научн. труды Ин-та механики МГУ. — 1970. — Т. 1. — С. 3—20.
- Регирер С. А. . Некоторые вопросы гидродинамики кровообращения // Гидродинамика кровообращения. — М.: Мир, 1971. — 270 с. — С. 242—264.
- Левтов В. А., Попель А. С., Регирер С. А., Шадрина Н. Х.  Об одном оптическом эффекте при течении крови // Изв. АН СССР. Механика жидкости и газа. — 1971. — № 6. — С. 161—165.
- Левтов В. А., Никифоров Н. И., Попель А. С., Регирер С. А., Шадрина Н. Х. . Об агрегации эритроцитов в текущей крови // Регионарное и системное кровообращение / Под ред. В. В. Орлова. — Л.: Наука, 1978. — 208 с. — С. 49—59.
- Регирер С. А., Утушкина Н. С., Шадрина Н. Х.  О течении крови в капиллярной сети мышцы // Изв. АН СССР. Механика жидкости и газа. — 1986. — № 6. — С. 79—88.
- Кизилова Н. Н., Регирер С. А.  О магнитогидродинамических эффектах при движении крови // Биофизика. — 1991. — Т. 36, № 1. — С. 147—153.
- Пономарёва Т. В., Регирер С. А., Шадрина Н. Х.  О распределении эритроцитов по капиллярам, отходящим от общей прекапиллярной артериолы // Физиологический журнал. — 1994. — Т. 80, № 2. — С. 114—125.
- Левтов В. А., Регирер С. А., Шадрина Н. Х. . Агрегация и диффузия эритроцитов // Современные проблемы биомеханики. Вып. 9. Реология крови и микроциркуляция / Под ред. С. А. Регирера и Н. Н. Фирсова. — М.: Научн. Совет по проблемам биомеханики РАН, 1994. — 140 с. — ISBN 5-7820-0016-3. — С. 5—33.
- Регирер С. А., Шадрина Н. Х.  О неоднородности потока крови по смежным микрососудам // Труды Матем. ин-та имени М. В. Стеклова. — 1998. — Т. 223. — С. 264—269.
- Регирер С. А., Шадрина Н. Х.  Движение крови и интерстициальной жидкости в костной ткани // Изв. РАН. Механика жидкости и газа. — 1999. — № 5. — С. 4—28.

#### Различные проблемы биомеханики
- Кнетс И. В., Регирер С. А. . Некоторые современные проблемы биореологии // Реология: Труды Всесоюзной школы по реологии. — Новосибирск: Институт теплофизики СО АН СССР, 1977. — 211 с. — С. 194—205.
- Григорян С. С., Любимов Г. А., Регирер С. А. . Проблемы биомеханики // Актуальные проблемы механики / Под ред. Г. И. Петрова. — М.: Изд-во Моск. ун-та, 1984. — 128 с. — С. 76—83.
- Регирер С. А.  Квазиодномерная теория перистальтических течений // Изв. АН СССР. Механика жидкости и газа. — 1984. — № 5. — С. 89—97.
- Регирер С. А.  Биомеханика: известные и малоизвестные постановки задач // Изв. РАН. Механика жидкости и газа. — 1992. — № 5. — С. 8—19.
- Регирер С. А.  Резистивный кровеносный сосуд как нелинейная механическая система // Изв. вузов. Прикладная нелинейная динамика. — 1994. — Т. 2, № 3-4. — С. 77—85.
- Регирер С. А.  Кинетика и механика клеток, секретирующих матрикс // Вестник МГУ. Сер. 1. Математика, механика. — 1997. — № 6. — С. 45—49.
- Регирер С. А., Логвенков С. А., Штейн А. А. . Уравнения кинетики костных клеток // Современные проблемы биомеханики. Вып. 10. Механика роста и морфогенеза / Под ред. Л. В. Белоусова и А. А. Штейна. — М.: Изд-во Моск. ун-та, 2000. — 412 с. — ISBN 5-211-04341-3. — С. 225—267.
- Быкова А. А., Регирер С. А.  Математические модели в механике мочевой системы // Изв. РАН. Механика жидкости и газа. — 2005. — № 1. — С. 4—23.
- Регирер С. А., Шадрина Н. Х.  Математические модели транспорта оксида азота в кровеносном сосуде // Биофизика. — 2005. — Т. 50, № 3. — С. 515—536.

#### Континуальные модели группового движения
- Регирер С. А.  О моделях биологических сплошных сред // Прикл. математика и механика. — 1982. — Т. 46, вып. 4. — С. 531—542.
- Регирер С. А.  Континуальные модели движения совокупности живых организмов // Труды Матем. ин-та АН СССР. — 1989. — Т. 186. — С. 117—123.
- Регирер С. А., Шаповалов Д. С.  Заполнение пассажирами пространства в общественном транспорте // Автоматика и телемеханика. — 2003. — № 8. — С. 111—121.
- Гноенский Л. С., Регирер С. А.  Динамические свойства транспортного потока // Изв. РАН. Теория и системы управления. — 2005. — № 2. — С. 141—150.
- Регирер С. А., Смирнов Н. Н., Ченчик А. Е.  Математическая модель взаимодействия движущихся коллективов: общественного транспорта и пассажиров // Автоматика и телемеханика. — 2007. — № 7. — С. 116—131.

### Редактирование
- Гидродинамика кровообращения / Сборник переводов под ред. С. А. Регирера. — М.: Мир, 1971. — 270 с.
- Каро К., Педли Т., Шротер Р., Сид У. . Механика кровообращения / Пер. с англ. Е. В. Лукошковой и А. Н. Рогозы; под ред. С. А. Регирера и В. М. Хаютина. — М.: Мир, 1981. — 624 с.[22]
- Механика биологических сплошных сред / Под ред. С. С. Григоряна, С. А. Регирера. — М.: Изд-во Моск. ун-та, 1986. — 173 с.
- Contemporary Problems of Biomechanics / Ed. by G. G. Chernyĭ, S. A. Regirer. — М.: MIR Publishers; Boca Raton: CRC Press, 1990. — 256 p. — (Advances in science and technology in the USSR. Mathematics and mechanics series). — ISBN 0-8493-7123-6.
- Современные проблемы биомеханики. Вып. 9. Реология крови и микроциркуляция / Под ред. С. А. Регирера и Н. Н. Фирсова. — М.: Научн. Совет по проблемам биомеханики РАН, 1994. — 140 с. — ISBN 5-7820-0016-3.